# All of Tanpopo
Albums de Tanpopo
Tanpopo 1
(1999) Tanpopo / Petit Moni Mega Best
(2008)
Albums par Morning Musume
4th Ikimasshoi!
(2002) No.5
(2003)
Singles
 All of Tanpopo  (All of タンポポ) est le second album du groupe féminin de J-pop Tanpopo, sous-groupe de Morning Musume, sorti en 2002.

## Présentation
L'album sort le 4 septembre 2002 au Japon sous le label zetima, écrit et produit par Tsunku. Il atteint la 4e place du classement Oricon, et reste classé pendant 5 semaines, pour un total de 104 870 exemplaires vendus.
Il contient les chansons-titres des sept singles du groupe sortis précédemment, dont trois étaient déjà parues dans des versions remaniées sur le précédent album Tanpopo 1 ; ces sept chansons figureront également sur la compilation Tanpopo / Petit Moni Mega Best de 2008.
L'album contient également trois titres sortis en "face B" de ces singles, un autre titre tiré du précédent album, une deuxième version symphonique de la chanson-titre du single homonyme Tanpopo, et un seul titre inédit : I & You & I & You & I. De ce fait, il est plutôt considéré comme une compilation que comme un véritable album original. Six des titres sont interprétés par les trois membres originales (la "1re génération"), et six autres par les quatre de la "2e génération", les voix des cinq chanteuses ayant fait partie du groupe étant réunie sur la dernière chanson de l'album, la version symphonique. Ce sera le dernier album du groupe, qui sera mis en sommeil après la sortie d'un ultime single à la fin du mois interprété par une nouvelle formation.

## Membres
- 1re génération : Aya Ishiguro, Kaori Iida, et Mari Yaguchi (titres 4, 5, 6, 7, 9, 10)
- 2e génération : Kaori Iida, Mari Yaguchi, Rika Ishikawa et Ai Kago (titres 1, 2, 3, 8, 11, 12)

## Liste des titres
1. Otome Pasta ni Kandō (乙女　パスタに感動?)
2. Koi wo Shichaimashita! (恋をしちゃいました！?)
3. Ōjisama to Yuki no Yoru (王子様と雪の夜?)
4. Last Kiss (ラストキッス?) (version du single)
5. Motto
6. Tanpopo (Single Version) (たんぽぽ...?)
7. Seinaru Kane ga Hibiku Yoru (聖なる鐘がひびく夜?)
8. I & You & I & You & I (I & YOU & I & YOU & I?)
9. Tanjōbi no Asa (誕生日の朝?) (de l'album Tanpopo 1)
10. A Rainy Day (du single Tanpopo)
11. Baby Cry (BABY CRY?) (du single Koi wo Shichaimashita!)
12. Nenmatsu Nenshi no Dai Keikaku (年末年始の大計画?) (du single Ōjisama to Yuki no Yoru)
13. Tanpopo (Grand Symphonic Version) (たんぽぽ...?)